# Chilocardamum onuridifolium
Chilocardamum onuridifolium là một loài thực vật có hoa trong họ Cải. Loài này được (Ravenna) Al-Shehbaz mô tả khoa học đầu tiên năm 2006.